# Obaysch

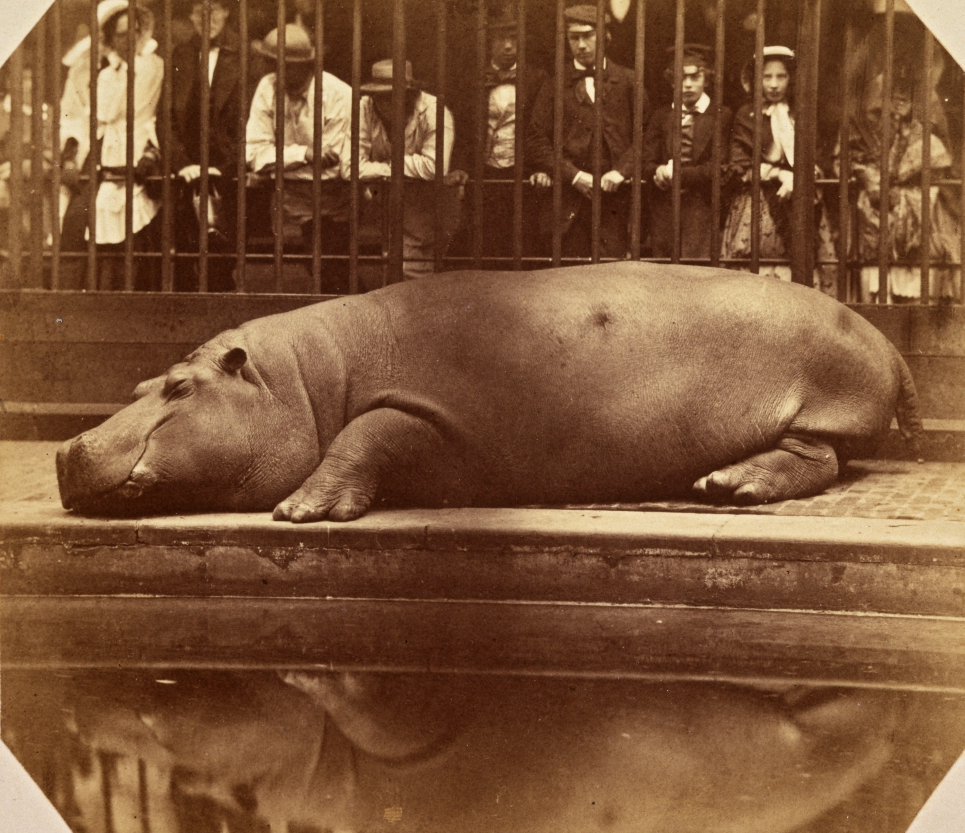
Multitudes miran mientras Obaysch descansa en el Zoológico de Londres en esta fotografía de 1852 tomada por Juan, conde de Montizón.

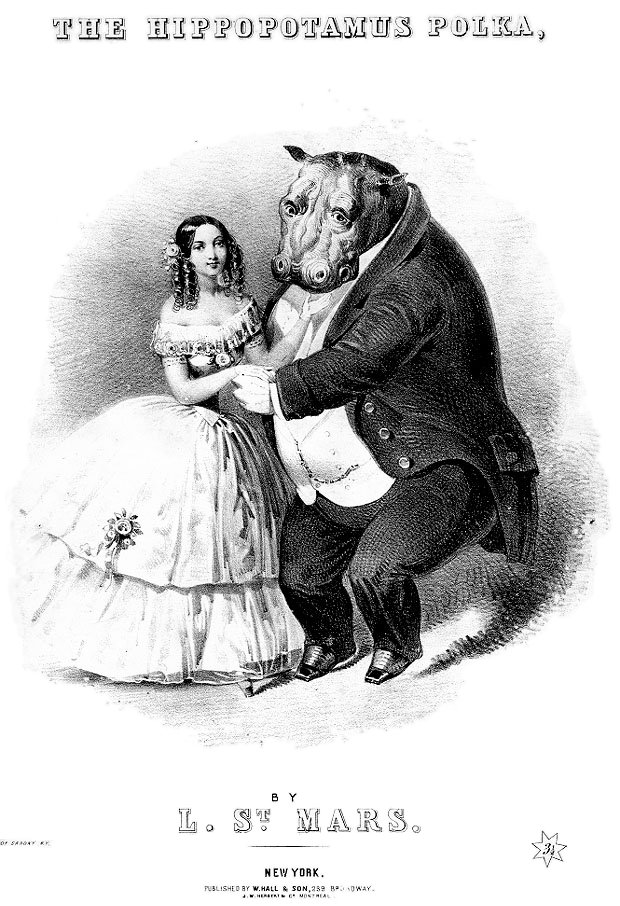
Portada de la Polca del hipopótamo.

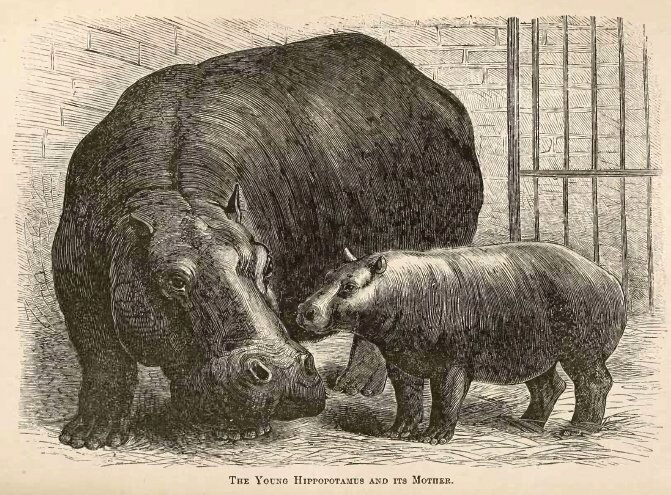
Adhela y Guy Fawkes.

Obaysch (nacido aproximadamente en 1849 y fallecido el 11 de marzo de 1878) fue el primer hipopótamo visto en Gran Bretaña desde tiempos prehistóricos, y el primero en Europa desde la Antigua Roma. 

## Vida
Obaysch fue capturado en una isla en el Nilo Blanco cuando tenía menos de un año. Su nombre deriva del nombre de la isla.
El virrey otomano de Egipto, Abbas Pashá, estuvo de acuerdo con el cónsul general británico, Charles Murray (más tarde conocido como "Hippopotamus Murray") para intercambiar a Obaysch y algunos otros animales exóticos por algunos galgos ingleses y lebreles escoceses. Obaysch fue enviado en barco por el Nilo a El Cairo, acompañado por un rebaño de vacas para proporcionarle leche. Fue enviado por P&O en un barco de vapor a Southampton, y llegó al Zoológico de Londres el 25 de mayo de 1850. Fue una sensación instantánea en Londres, atrayendo hasta 10 000 visitantes cada día, y generando un comercio de recuerdos de hipopótamos e incluso una Polca del hipopótamo (por L. St. Mars). El número de visitantes al zoológico en 1850 fue el doble que el año anterior.
Abbas Pashá envió un segundo hipopótamo a Londres, una hembra llamada Adhela que llegó el 22 de julio de 1854. 
Una vez, Obaysch escapó del cautiverio en el zoológico de Londres y, según la leyenda, se utilizó un cuidador como cebo para atraerlo a su recinto.

## Descendencia
Tras una espera de más de 16 años, la pareja finalmente tuvo descendencia en 1871, pero la cría murió dos días después. Una segunda cría también murió al año siguiente, pero la tercera, nacida el 5 de noviembre de 1872, sobrevivió. Era una hembra que fue llamada Guy Fawkes. Adhela sobrevivió a Obaysch durante 4 años, muriendo el 16 de diciembre de 1882. Guy Fawkes murió el 20 de marzo de 1908.